# Campylomma verbasci
Campylomma verbasci is een wants uit de familie van de blindwantsen (Miridae). De soort werd het eerst wetenschappelijk beschreven door Rudolf Ludwig Meyer-Dür in 1843. 

## Uiterlijk
De kleine ovale wants is geel-grijs of licht groenachtig met dunne gele en bruine haartjes en kan ongeveer 3 mm lang worden. De antennes zijn geel, het eerste segment heeft een zwarte vlek voor de top en het tweede segment is aan de basis zwart. In het midden van de vleugel en de vleugelpunt (cuneus) bevindt zich vaak een donkere vlek. De poten zijn licht geel met donkere spikkels. De soort lijkt op Campylomma annulicorne; die echter voornamelijk op wilgen leeft.

## Leefwijze
De soort overwintert als eitje en kent twee generaties, in gunstige jaren is er een derde generatie. De eerste generatie wantsen worden waargenomen van mei tot eind augustus op kruidachtige planten zoals aardappel, stokroos en toorts. De tweede generatie leeft op loofbomen langs bosranden, houtwallen en boomgaarden van augustus tot oktober en zet daar eitjes af in het hout van bijvoorbeeld eiken.

## Leefgebied
Campylomma verbasci komt voor in het Palearctisch gebied, Noord-Afrika, Azië tot in China, is in Nederland vrij algemeen en werd ook geïntroduceerd in Amerika.